# 橫柔星珊瑚
橫柔星珊瑚（学名：Leptastrea transversa）为菊珊瑚科柔星珊瑚屬下的一个种。